# Almirante Tamandaré
Almirante Tamandaré (offiziell: Município de Almirante Tamandaré, früher: Villa Tamandaré; deutsch: Admiral-Tamandaré-Stadt) ist eine Stadt im brasilianischen Bundesstaat Paraná. Sie liegt auf einer Höhe von 950 Metern über Meeresspiegel und ist rund 15 Kilometer von der Hauptstadt Curitiba entfernt. Im Jahr 2010 hatte sie etwas über 103.000 Einwohner, portugiesisch tamandareenses (Tamandarenser) genannt. Die Bevölkerungszahl wurde zum 1. Juli 2021 auf 121.420 Bewohner geschätzt. Sie steht an 17. Stelle der 399 Munizips des Bundesstaats. Sie ist Teil der Metropolregion Curitiba.

## Geographie
Die Stadt Almirante Tamandaré liegt im Südosten Paranas im Einzugsgebiet Curitibas, der Bundeshauptstadt. Almirante Tamandaré grenzt nördlich an Itaperuçu und Rio Branco do Sul, südlich zu Curitiba, östlich an Colombo und westlich an Campo Magro. Die Fläche beträgt rund 195 km², dies entspricht 0,0979 % der Bundesstaatsfläche, 0,0346 % des Südens Brasiliens und 0,0023 % von Brasilien.
Geologisch gesehen, hat sie ihren Ursprung im Proterozoikum, gebildet mit Schiefer, Marmor, Quarz und basischem Gestein. Im Erdreich dominiert die Braunerde (Cambisol). Des Weiteren existieren Erdtypen wie Acrisol, Latosol und Nitosol. Die Stadt ähnelt, orografisch gesehen, einem Berg, aufgrund der Welligkeit des Terrains. Die Höhe beträgt bis 1200 Meter. Das Gebiet gehört zum ersten Hochplateau von Paraná, dem Primeiro Planalto Paranaense.
Zur Zeit der Entdeckung Brasiliens (1500) befanden sich auf dem heutigen Stadtgelände zwei ursprüngliche Vegetationstypen: Araukarienwälder und Prärie.

### Geostatistik
Sie war von 1989 bis 2017 eine der 19 Gemeinden der geostatistischen Mikroregion Microrregião de Curitiba innerhalb der Mesoregion Mesorregião Metropolitana de Curitiba. Sie dienten dem brasilianischen Statistikamt und waren keine Gebietskörperschaften. Seit 2017 verwendet das IBGE eine andere Einteilung.

### Gewässer
Das Gebiet gehört zu zwei Wassereinzugsgebieten, den Flüssen Rio Iguaçu und Rio Ribeira de Iguape. Hauptzuflüsse des Rio Iguaçu sind der Rio Barigui und der Rio Passaúna. Der Rio Juruqui ist einer der wenigen Nebenflüsse des Rio Passaúna im tamandarensischen Gebiet.

### Klima
Das Stadtklima ist subtropisch, feucht und mesothermal und entspricht einem guten, angenehmen und gesunden Klima: relativ heiß im Sommer und frisch (mit gelegentlichem Frost) im Winter. Die jährlich registrierten mittleren Temperaturen: max. 26 °C, min. 12 °C und ausgeglichen 19 °C. Die frischen Sommer haben eine Bodentemperatur von 22 °C. Im Winter gibt es häufigen, schweren Frost mit mittlerer Bodentemperatur von 18 °C. Die jährlichen Niederschläge bewegen sich zwischen 1400 und 1500 mm.

## Geschichte
Namensherkunft
Namenspatron ist der brasilianische Admiral Marquês de Tamandaré Joaquim Marques Lisboa (1807–1897). Das Wort Tamandaré entspringt der Tupi-Sprache: „tab-moi-inda-ré“, etwas das Menschen schuf. Im Bundesstaat Rio Grande do Sul gibt es die ebenfalls nach Lisboa benannte Stadt Almirante Tamandaré do Sul.

## Demografie
| Jahr                | 2000   | 2010    |
| Gesamtbevölkerung   |        |         |
| Distrikt            | 88.277 | 103.204 |
| – städtisch         |        | 98.892  |
| – ländlich          |        | 4.312   |
| Rassenverteilung    |        |         |
| Weiße (blanca)      | 63.684 | 66.865  |
| Schwarze (preta)    | 3.516  | 4.064   |
| Mischlinge (parda)  | 19.862 | 31.687  |
| Gelbe               | 180    |         |
| Indigene            | 318    |         |
| Geschlechter        |        |         |
| Männer              | 44.112 | 51.136  |
| Frauen              | 44.165 | 52.068  |
| Quelle: IBGE (2010) |        |         |

## Stadtverwaltung

### Liste der Stadtpräfekten
- 1948 – 1951: João Wolf (PSD)
- 1952 – 1955: Ambrosio Bini
- 1956 – 1959: João Wolf (PSD)
- 1960 – 1963: Ambrosio Bini (PDC)
- 1964 – 1968: Domingos Natal Stocchero (PDC-UDN)
- 1969 – 1972: Antonio Johnson (MDB)
- 1973 – 1976: Euripedes de Siqueira (ARENA)
- 1977 – 1982: Roberto Luiz Perussi (MDB)
- 1983 – 1988: Ariel Adalberto Buzzato (PDS)
- 1989 – 1992: Roberto Luiz Perussi (PDT)
- 1993 – 1996: Arcenideo Felix Gulin (Cide Gulin) (PDT)
- 1997 – 2000: Cezar Manfron (PPB)
- 2001 – 2004: Cezar Manfron (PTB)
- 2005 – 2008: Vilson Goinski (PMDB)
- 2009 – 2012: Vilson Goinski (PMDB)
- 2013 – 2016: Aldnei Siqueira (PSD)
- 2017 – 2020: Gerson Denilson Colode[5] (MDB)
- 2021 – im Amt	Gerson Denilson Colode[6] (MDB)

## Infrastruktur

### Bildung
Nach Angaben des Schulnetzwerkes der Gemeinde werden 18 staatliche und 41 städtische Schulen betrieben. Eingeschrieben waren 16.923 Grundschüler und 3.464 Oberschüler (Stand: 2010). Die Analphabetenquote betrug 2010: 6,06 %.
| Jahr                    | 2000    | 2010   |
| Analphabeten in Prozent |         |        |
|                         | 13,11 % | 6,06 % |
| Quelle: IBGE (2010)     |         |        |

### Verkehr
- Bus: Almirante Tamandaré ist nach Curitiba zum Busumsteigebahnhof Cabral mit der Schnelllinie 105 Tamandaré – Cabral des „Integrierten Transportnetzes“ Rede Integrada de Transporte (RIT) im Nahverkehrsnetz der Metropolregion Curitiba verbunden.
- Flughafen: Die Stadt verfügt nicht über einen eigenen Flughafen. Der nächstgelegene ist der Flughafen Afonso Pena International (IATA: CWB, ICAO: SBCT) in Curitiba.

## Touristische Ziele

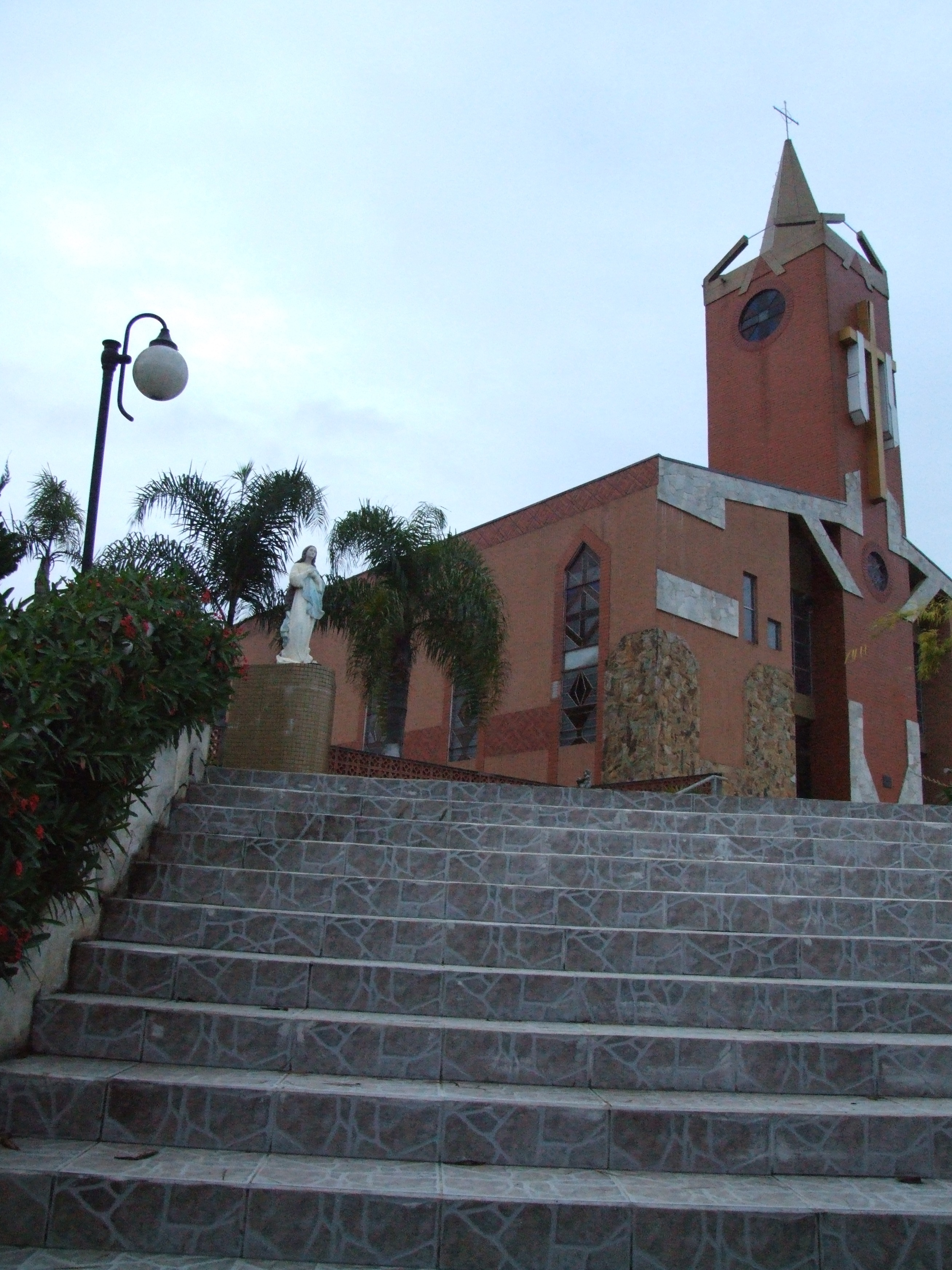
Hauptkirche Igreja de Nossa Senhora da Conceição de Almirante Tamandaré (Mariä-Empfängnis-Kirche).

- Antigua Prefeitura (Alte Präfektur)

Das Gebäude ist ein Symbol der Stadtwerdung und Selbständigkeit des Ortes, das auf Veranlassung des Ortsbürgermeisters Coronel João Cândido de Oliviera errichtet wurde. Die Einweihung als Sitz der Stadtpräfektur fand am 26. März 1916 statt. Heute beherbergt es die Städtische Harley-Clóvis-Stocchero-Bibliothek (Biblioteca Pública Municipal Harley Clóvis Stocchero) und die Kulturabteilung der Stadt. Am 25. März 1994 wurde die Alte Präfektur unter der Nr. 119-II in die Denkmalliste des Patrimônio Histórico e Artístico do Estado do Paraná eingetragen.
- Igreja Nossa Senhora da Luz (Kirche Unserer Frau des Lichts)

Die 1882 auf einem Felsenhügel erbaute Kirche ist auch als Igreja de Marmeleiro bekannt. Die bildnerische Ausgestaltung im Innern wurde von einem italienischen Künstler geschaffen, dessen Name nicht überliefert ist.
- Monte Dalledone

Der Monte Dalledone ist ein nur zu Fuß erreichbarer aufgelassener Kalksteinbruch, oberhalb existiert ein großer Steinblock, von dem aus ein Panoramablick auf Stadt und Umland geboten wird.

## Söhne und Töchter der Stadt
- Albano Agner de Carvalho (1899–1992), Landschaftsmaler, Aquarellist[9][10]
- Harley Clóvis Stocchero (1926–2005), Jurist, Wissenschaftler, Ehrenbürger

## Bildergalerie

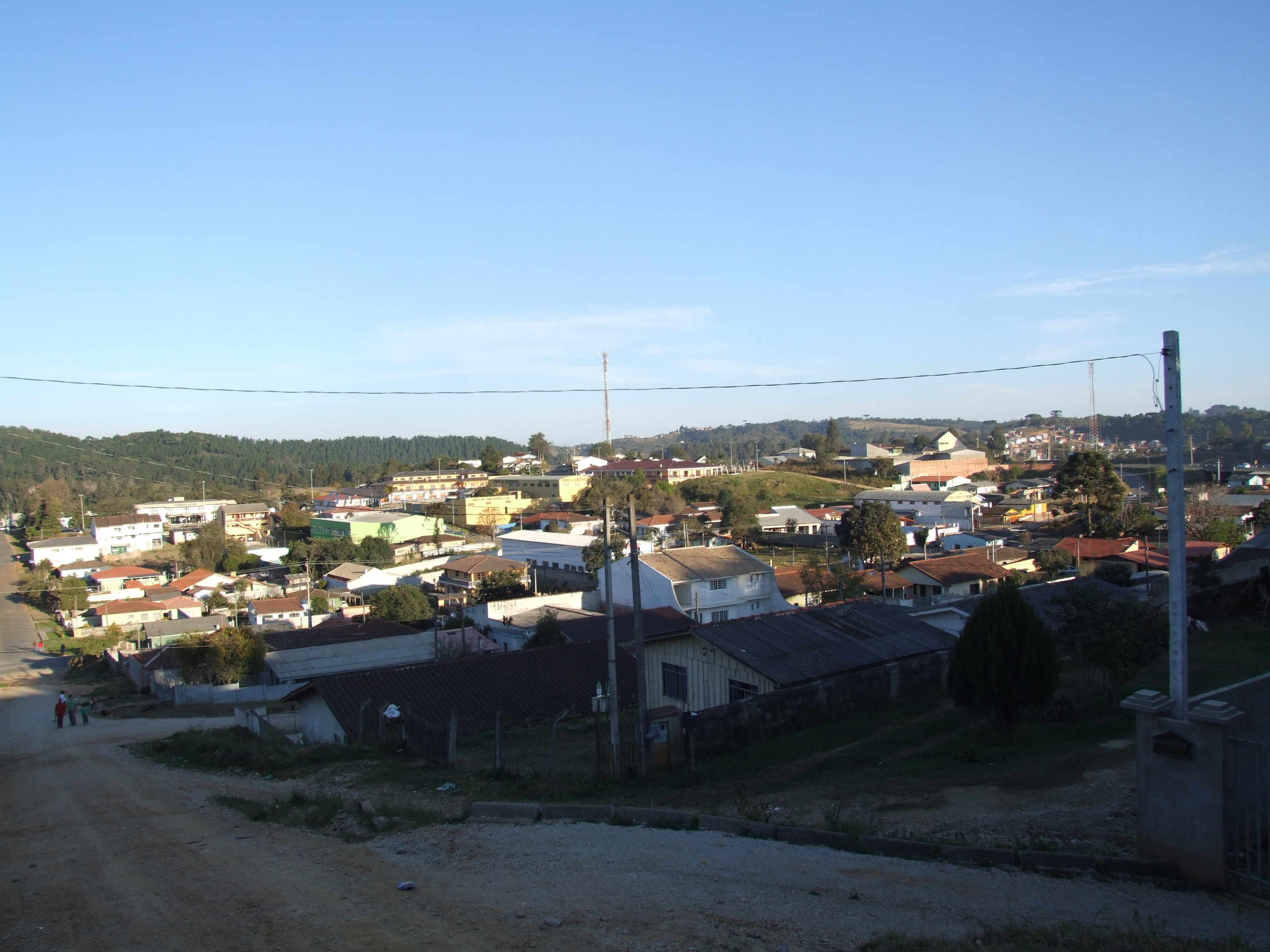
Blick auf Almirante Tamandaré
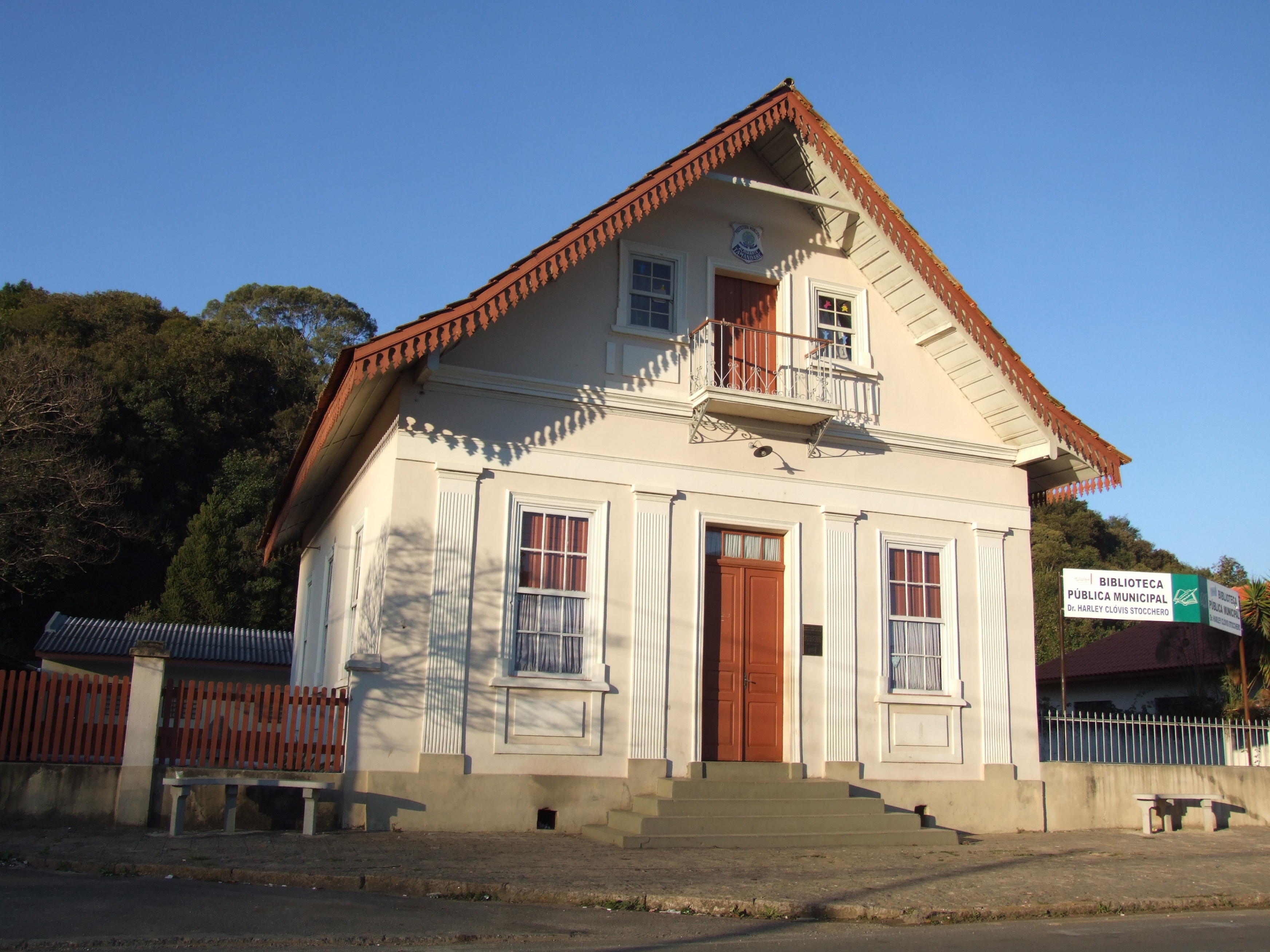
Städtische Harley-Clóvis-Stocchero-Bibliothek
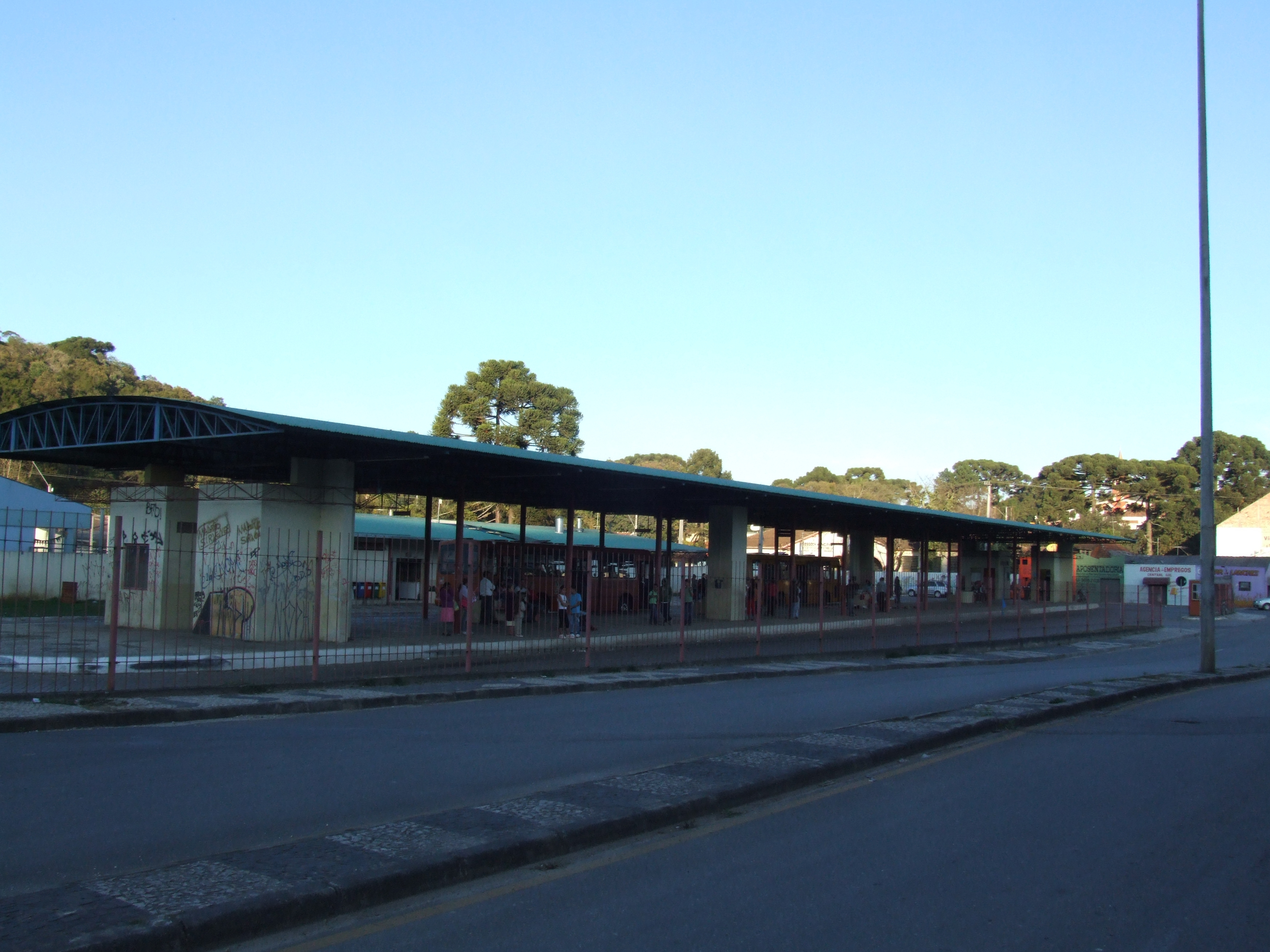
Zentraler Busbahnhof
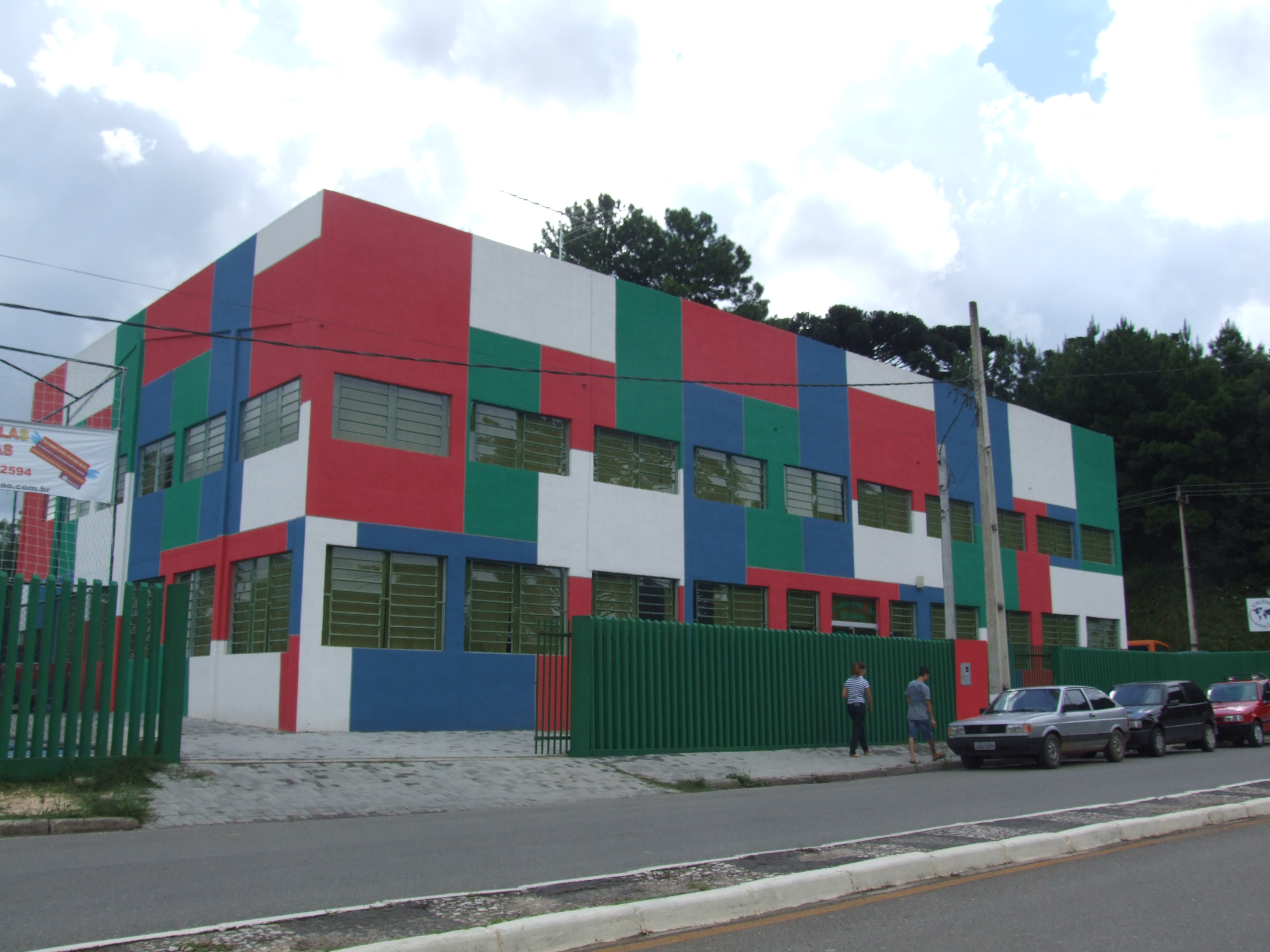
Colégio Interação
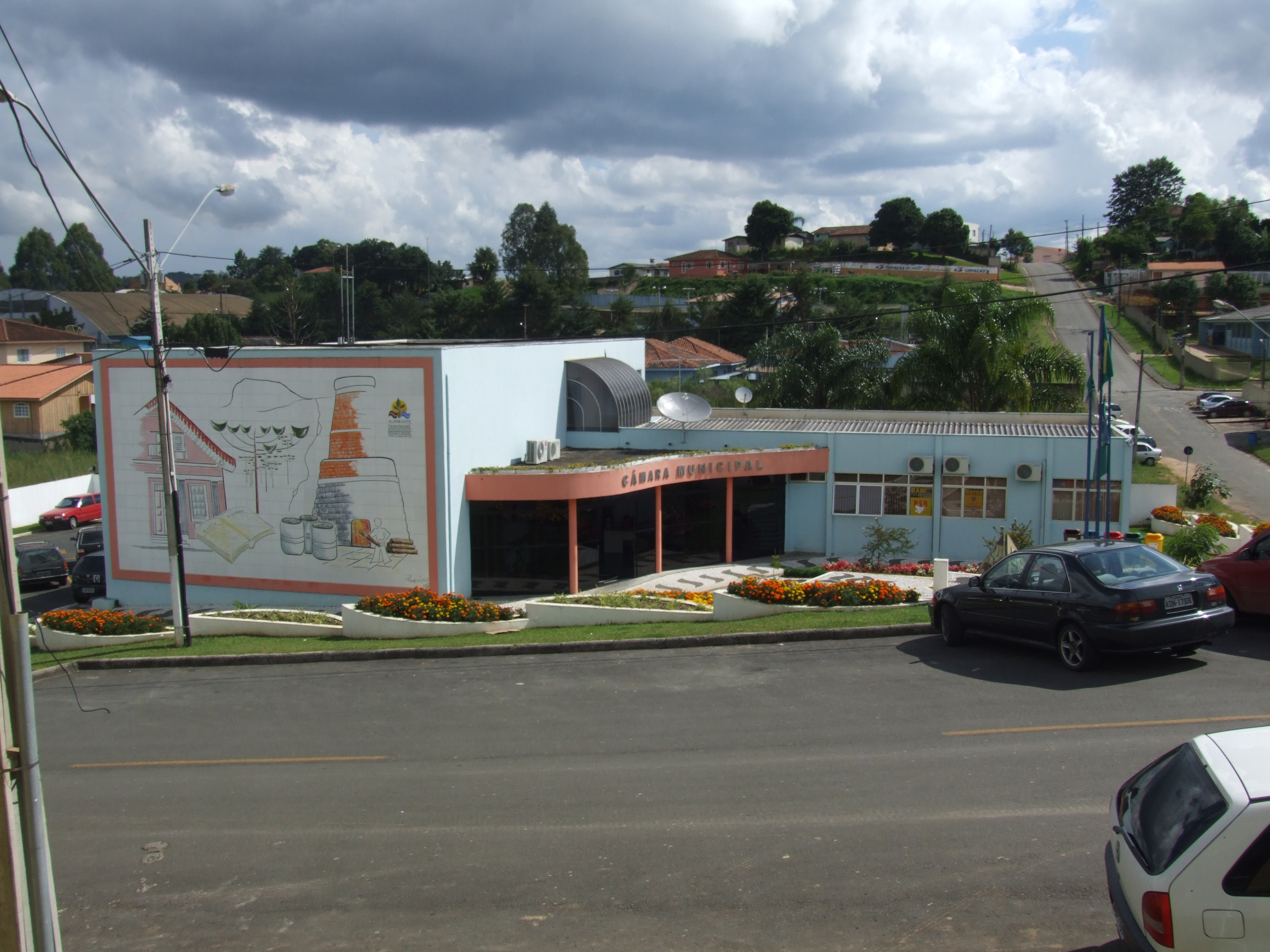
Gebäude der Stadtkammer (Câmara Municipal)